# Pi¹ Columbae
Pi¹ Columbae este denumirea Bayer a unei stele din constelația Porumbelul. Are o magnitudine aparentă de 6.13 și se află la o distanță de aproximativ 322 ani-lumină (98 parseci) de la Pământ.